# Propositura di San Niccolò
La propositura di San Niccolò è il principale luogo di culto cattolico di Radda in Chianti, in provincia di Siena.
La chiesa è situata di fronte al palazzo del podestà, in posizione sopraelevate e per accedervi bisogna salire una scalinata da via Roma

## Storia
La prima testimonianza risale al 1260 quando viene citata nel Libro di Montaperti insieme alla chiesa di San Cassiano e di santa Cristina di Radda, chiese amministrate da un unico rettore. Negli elenchi delle decime del 1276 e del 1303 appare come suffraganea della Pieve di San Giusto in Salcio. Nelle denunce catastali del 1427 il rettore della chiesa cita le spese sostenute per le feste di San Clemente e di San Paolo, non titolari della chiesa. Nel XVII secolo l'oratorio di Santa Maria del Prato risulta unito ad essa, tale unione durò fino al 1708 quando l'oratorio venne ceduto ai frati francescani affinché vi istituissero un convento. Nel 1660 venne elevata a prioria mentre nel 1616 venne costruita la nicchia per il fonte battesimale. Da una visita pastorale effettuata nel 1784 risulta che le era stata annessa la chiesa di San Biagio a Vercenni. Nel 1899 venne elevata al titolo di Propositura.
Durante la seconda guerra mondiale la chiesa, come il centro storico di Radda, venne notevolmente danneggiata tanto che se non fosse per le relazioni stilate in occasione delle visite pastorali e degli inventari ecclesiastici sarebbe molto difficile risalire all'aspetto che la chiesa doveva avere tra il XV e il XVI secolo. L'intervento di maggior impatto lo subì la facciata che nel 1926 venne rifatta in stile neoromanico da Adolfo Coppedè, in quell'occasione venne rifatta anche la piazza sottostante con la realizzazione della fontana pubblica dalla quale l'acqua scaturisce da una bocca di leone; nel progetto del Coppedè appare anche un disegno a matita che mostra la facciata prima dell'intervento.
In precedenza, nel 1837, era stato restaurato il campanile; il campanile originario era stato demolito e ricostruito nel XVIII secolo mentre l'attuale campanile è stato realizzato negli anni cinquanta appoggiandosi ad una delle torri dell'antico castello di Radda. Gli ultimi interventi di restauro sulla fabbrica della chiesa risalgono al 1969 quando venne restaurata l'abside e venne realizzato il nuovo presbiterio e un altro intervento venne realizzato nel 1997 con il consolidamento del campanile e l'installazione di un congegno per suonare le ore.

## Descrizione

### Propositura
Tracce della originaria chiesa romanica sono visibili nel retro dell'edificio e nel basamento del campanile.

#### Facciata
Attualmente la chiesa presenta la facciata in stile neogotico su cui si imposta una arcone a tutto sesto sormontato da un tetto a capanna sostenuto da due mensoloni a forma di teste leonine. All'interno dell'arcone sono visibile le tracce di un affresco neogotico raffigurate il Cristo Benedicente sopra il rosone e la Natività nella parte inferiore; tali affreschi, oggi quasi invisibili, sono stati attribuiti a Carlo Coppedè, fratello di Adolfo. Il paramento murario della parte inferiore della facciata è costituito da bozze di arenaria, il portale di accesso è anch'esso in arenaria ed è sovrastato da una lunetta al cui centro vi è una terracotta raffigurante la Madonna col Bambino e ai lati, in terracotta smaltata in bianco, sono 2 angeli.

#### Interno
L'interno è a navata unica a croce latina con copertura a capriate lignee ed è conclusa con un'abside quadrangolare. Nella zona absidale vi è il transetto.
Subito dopo l'ingresso vi sono due acquasantiere in pietra serena; sulla parte sinistra, all'interno di una nicchia, vi è il fonte battesimale in pietra serena risalente al XVII secolo e un affresco del XX secolo raffigurante il Battesimo di Cristo. Ai lati della navata sono i due confessionali in legno del XVIII secolo mentre alla fine della parete sinistra in alto è collocato il pulpito in marmo.
Nel transetto sinistro sopra un altare in pietra serena è visibile una tela raffigurante la Madonna del Rosario col Bambino e Santi, già assegnata ad Alessandro Allori ma da attribuirsi a Francesco Boldrini e databile al 1633 circa. Dal transetto sinistro si può accedere ad una piccola cappella contenente un'immagine della Madonna di Lourdes. Nel transetto destro, oltre ad un analogo altare, è collocata una statua del Cristo benedicente. Sempre nel transetto destro è collocato l'organo databile alla metà del XIX secolo. Nella chiesa di san Niccolò un organo figurava già nel 1634 quando l'organista era lo stesso priore Giovan Battista Paolini. L'organo antico è ricordato nella visita pastorale del 1784.
I muri perimetrali della chiesa sono intonacati in bianco tranne che nella volta del coro dove è visibile un affresco raffigurante le Storie di San Nicola.
All'altare maggiore è un crocifisso ligneo con braccia semovibili attribuito ad un anonimo maestro fiorentino del XV secolo, maestro notevolmente influenzato da Donatello; questo crocifisso è da secoli al centro di un tenace culto popolare che trova il suo apogeo nella Festa del Perdono che si tiene a Radda l'ultima domenica di agosto. Il culto di tale crocifisso è testimoniato anche in carte risalenti al XV secolo anche se a quell'epoca era conservato nei locali dell'attigua compagnia.
Nella vista pastorale del 1437 la chiesa appare già provvista sia del fonte battesimale che degli altari laterali di cui quello di sinistra era dedicato alla Santa Croce mentre quello di destra a San Giovanni. Nella visita pastorale del 1589 vengono menzionati altri due altari dedicati rispettivamente a santa Maria Maddalena e a Sant'Andrea.
Nella chiesa si conserva anche un polittico di Bernardo Daddi (metà del XIV secolo), con la Madonna e santi. Nel 1897 risultavano esposte nella chiesa due tele raffiguranti il Matrimonio mistico di santa Caterina d'Alessandria e la Madonna col Bambino fra Santo Stefano e San Giovanni Evangelista, entrambe queste tele sono di Francesco Curradi e la prima presenta anche la firma dell'autore. In attesa dell'apertura del museo di arte sacra del chianti senese, attualmente queste opere sono esposte presso la locale casa di riposo.

### Organo a canne

L'organo a canne

Nel braccio destro del transetto, si trova l'organo a canne, costruito nel 1854 ad opera dei fratelli Cesare e Luigi Tronci, noti organari di Pistoia e restaurato nella seconda metà del Novecento dalla ditta Tamburini.
L'organo è stato restaurato dalla ditta Mascioni nel 2011 e inaugurato il 4 gennaio 2012 dal Maestro Giancarlo Parodi.
Lo strumento è racchiuso entro una cassa lignea sobriamente decorata e la mostra è composta da canne di principale disposte in cuspide unica con ali laterali, con le bocche a mitria simmetricamente disposte. La consolle ha un'unica tastiera di 50 note con prima ottava scavezza e pedaliera a leggio di 18 note con prima ottava scavezza e costantemente unita al manuale.

### La canonica
La canonica è posta sul fianco sinistro della chiesa che al suo interno conserva l'affresco raffigurante la Madonna col Bambino in trono fra due Santi vescovi di anonimo pittore fiorentino del XV secolo.
Dalla visita pastorale del 1784 si scopre che la canonica era in pessimo stato tanto che il priore era costretto d abitare nella casa paterna, situazione peraltro non nuova visto che già tra nel 1437 risulta che il priore non vi abitasse da oltre dieci anni.

### Il campanile
La torre campanarie è una struttura a pianta quadrangolare coronata da una merlatura; nel fusto del campanile si aprono due bifore con al centro una colonnetta per sostenere l'archivolto. Il campanile ospita quattro campane, l'ultima delle quali è stata collocata nel 1997.
Il campanile di san Niccolò ha sempre volto anche la funzione di orologio pubblico. Il primo orologio venne collocato nel 1569 e fu realizzato da Piero Guerrini di Pistoia; tale orologio era ancora in funzione nel 1630, quando risulta effettuata una riparazione e ancora nel 1666 quando venne sostituito da un nuovo congegno. Nel 1710 dopo la demolizione del campanile l'orologio venne smontato e collocato nella canonica fino al 1723 quando venne rimesso sul nuovo campanile. L'orologio rimase sul campanile fino al 1870 quando il Consiglio comunale decise la costruzione di un nuovo orologio da collocarsi sulla facciata del palazzo comunale. La costruzione fu realizzata nel 1873.

### Cappella della Compagnia di san Gregorio Magno e santa Maria delle Grazie
La cappella della Compagnia è posta adiacente alla chiesa sulla parte destra rispetto alla facciata.
L'edificio della compagnia risulta esistente già nel 1784. Venne restaurata nel 1926 insieme alla chiesa principale; in quell'anno sulla facciata si apriva una finestra rettangolare e sul tetto svettava un campanile in pietra.
Attualmente i locali sono utilizzati per le attività della parrocchia.